# Бадија (Потенца)
Бадија (итал. Badia) је насеље у Италији у округу Потенца, региону Базиликата.
Према процени из 2011. у насељу је живело 138 становника. Насеље се налази на надморској висини од 890 м.